# Giuseppina Borsi de Giuli
Giuseppina Borsi de Giuli (? - Nàpols, 4 de febrer de 1927) fou una mezzosoprano italiana, filla de la soprano Teresa de Giuli Borsi, activa entre 1875 i 1886.
Va debutar molt jove, el 20 d’octubre de 1870, a La forza del destino de Giuseppe Verdi al Teatro Argentina de Roma, i va cantar als principals escenaris italians i estrangers (Barcelona, Sant Petersburg, Lisboa, Viena, Niça, Sevilla, Budapest i Bucarest).
Va cantar diverses temporades al Gran Teatre del Liceu de Barcelona amb èxit. El 1874, Felip Pedrell li va dedicar la partitura de la seva òpera en quatre actes L’ultimo Abenzerraggio (inspirada en el relat curt Les Aventures du dernier Abencerage de Chateaubriand) que es va estrenar al Gran Teatre del Liceu el 14 d’abril de 1874.
Segons una carta de Verdi, aquest l'hauria volgut per a Simon Boccanegra a París, però Ricordi la va vetar.
Es va casar amb l'empresari Marino Villani.